# Euangerona umbrosa
Euangerona umbrosa är en fjärilsart som beskrevs av W. Warren 1901. Euangerona umbrosa ingår i släktet Euangerona och familjen mätare. Inga underarter finns listade i Catalogue of Life.